# Willem V van Monferrato
Willem V van Monferrato, bijgenaamd de Oude, (1110-1191) was een zoon van Reinier I van Monferrato en Gisela van Bourgondië. Hij was gehuwd met Judith van Babenberg, dochter van Leopold III van Oostenrijk, en werd de vader van:
- Willem Langzwaard, graaf van Jaffa en Ascalon, vader van Boudewijn V van Jeruzalem,
- Koenraad, koning van Jeruzalem,
- Bonifatius I, stichter van het koninkrijk Thessaloniki,
- Frederik, bisschop van Alba,
- Reinier, getrouwd met Maria, dochter van Byzantijns keizer Manuel I Komnenos,
- Agnes, gehuwd met Guido Guerra III Guidi van Modigliana
- Adelasia of Azalaïs (- 1232), gehuwd met markgraaf Manfred II van Saluzzo,
- een dochter, gehuwd met markgraaf Albrecht van Malaspina.

Willem nam deel aan de Tweede Kruistocht, samen met zijn halfbroer Amadeus III van Savoye, zijn neef Lodewijk VII van Frankrijk, zijn zwager Gwijde van Biandrate en de Duitse en Oostenrijkse verwanten van zijn echtgenote. Als aanhangers van de keizer (later bekend als de Ghibellijnen), vochten hij en zijn zoons aan de zijde van Frederik Barbarossa (neef van Judith) in de lange oorlog met de Lombardische Liga. Nadien brak hij met Frederik Barbarossa en ging hij een verbond aan met Byzantijns keizer Manuel I Komnenos, waarbij ook hun kinderen Reinier en Maria met elkaar huwden.